# Neobisioidea
Neobisioidea é uma superfamília de pseudoescorpiões que integra sete famílias.  

## Famílias
A superfamília Neobisioidea inclui as seguintes famílias:
- Bochicidae
- Gymnobisiidae
- Hyidae
- Ideoroncidae
- Neobisiidae
- Parahyidae
- Syariniidae
- Vachoniidae